# Adieu, ma chérie
Pour plus de détails, voir Fiche technique et Distribution.
Adieu, ma chérie (Ciao, ciao bambina! (Piove)) est une comédie musicale italienne réalisée par Sergio Grieco et sortie en 1959.
Le film est tourné sur la vague du succès de la chanson Piove (ciao ciao bambina) interprétée par Domenico Modugno.

## Synopsis
Guido et Riccardo sont deux frères aux personnalités diamétralement opposées, le premier timide, réservé et très fiable, tandis que le second est charmant et entreprenant, mais très négligent au travail. Pour le rendre plus sérieux, leur père décide de le marier à Gloria, la fille d'un industriel romain, mais ce dernier charge sa fidèle secrétaire Silvia d'enquêter sur les habitudes du garçon. Après une série de mésaventures à la limite du vérisme, les choses s'arrangent, Guido épouse Gloria tandis que Riccardo se marie avec Silvia.

## Fiche technique
- Titre français : Adieu, ma chérie[1]
- Titre original italien : Ciao, ciao bambina! (Piove)[2],[3]
- Réalisateur : Sergio Grieco
- Scénario : Sandro Continenza, Giorgio Prosperi, Dino Verde (it)
- Photographie : Mario Montuori, Alfio Contini
- Montage : Gabriele Varriale
- Musique : Piero Umiliani
- Décors : Enrico Tovaglieri (it)
- Costumes : Franco Gambarana, Dario della Corte
- Société de production : Euro international film
- Pays de production :  Italie
- Langue originale : italien
- Format : Noir et blanc - Son mono - 35 mm
- Durée : 98 minutes
- Genre : Comédie musicale
- Dates de sortie :
  - Italie : 6 mai 1959
  - France : 25 août 1961
- Affiche : Macario Gómez Quibus (Espagne)

## Distribution
- Elsa Martinelli : Diana
- Antonio Cifariello : Riccardo Branca
- Lorella De Luca : Gloria
- Riccardo Garrone : Guido Branca
- Luigi Pavese : l'industriel Branca
- Elisa Cegani : Bice
- Andrea Aureli : Brigadier
- Carlo Romano : Remigio
- Aroldo Tieri : chef de train
- Gianni Garko
- Gino Buzzanca
- Bruno Corelli
- Carlo Giuffrè
- Renato Malavasi
- Marco Tulli